# (5412) Роу
(5412) Роу (лат. Rou) — типичный астероид главного пояса, открыт 25 сентября 1973 года советским астрономом Людмилой Журавлёвой в Крымской астрофизической обсерватории и 4 мая 1999 года назван в честь советского кинорежиссёра Александра Роу.

## Обнаружение и именование
(5412) Роу
Открыт 25 сентября 1973 года в Научном Л. В. Журавлёвой.
Назван в память об актёре и кинорежиссёре Александре Артуровиче Роу (1906—1973), специализировавшемся на русских сказках.
Оригинальный текст (англ.)5412 Rou
Discovered 1973-09-25 by Zhuravleva, L. V. at Nauchnyj.
Named in memory of Aleksandr Arturovich Rou (1906—1973), an actor and film producer specializing in Russian fairy tales.
Источники: DISCOVERY.DB; M.P.C. 34621.

## Орбита

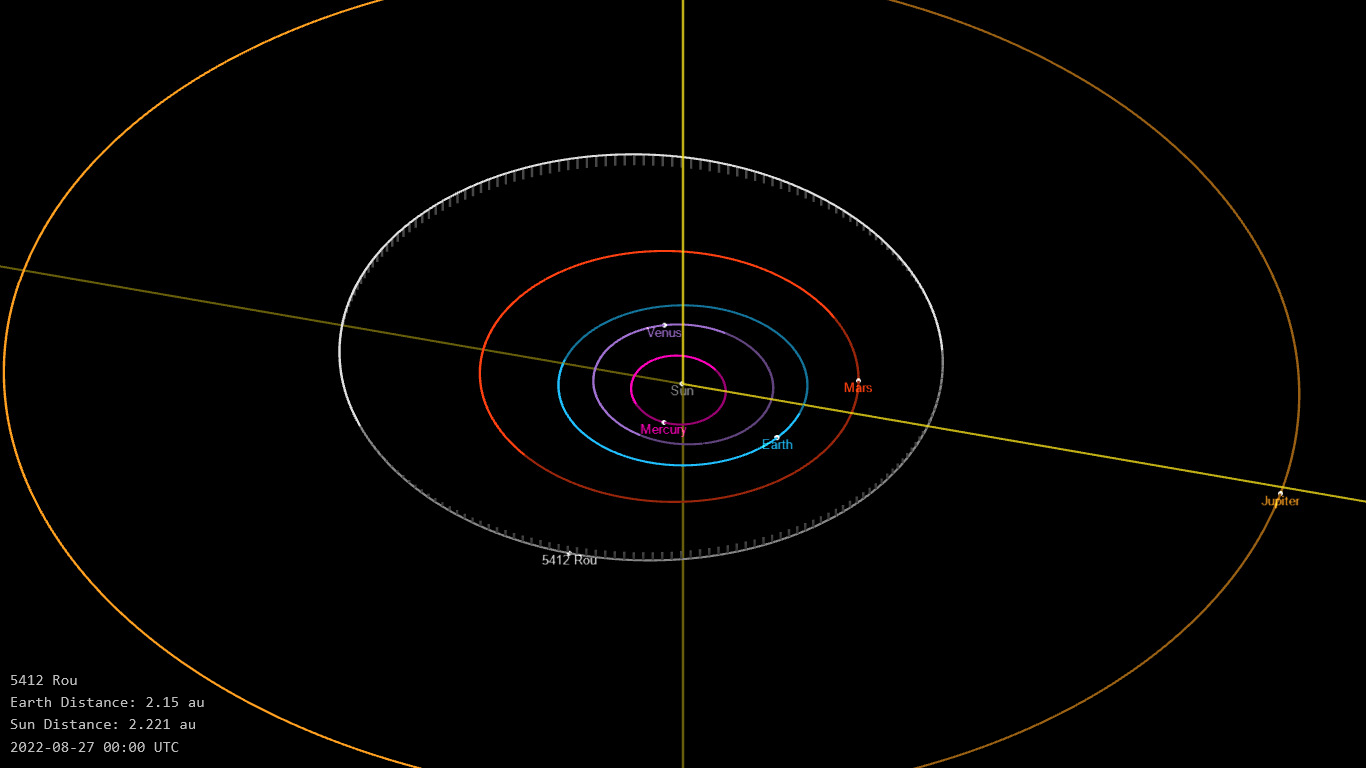
Орбита астероида Роу и его положение в Солнечной системе

## Физические характеристики
Из наблюдений системы Asteroid Terrestrial-impact Last Alert System следует, что астероид относится к таксономическому классу S.
По результатам наблюдений в видимом и ближнем инфракрасном диапазоне космического телескопа NEOWISE и съёмки в инфракрасном диапазоне галактической плоскости Млечного Пути (MIPSGAL extensive infrared survey) и участка в созвездии Тельца (Taurus Legacy survey) на космическом телескопе Спитцер диаметр астероида оценивался равным 4,883±0,372 км и 4,470±0,762 км. Согласно тем же источникам альбедо оценивается как 0,1412±0,0358, 0,243±0,047 и 0,141±0,036.